# 碳纳米管的合成

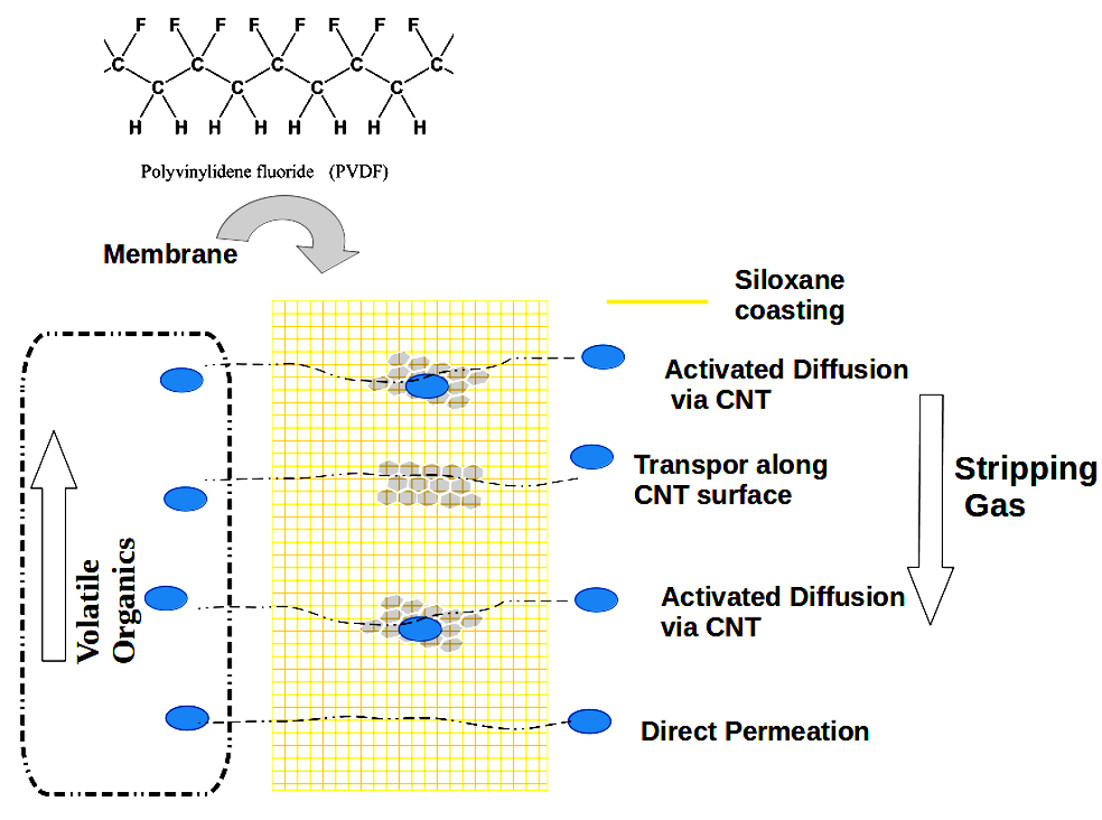
碳纳米管与基底结合

生产碳纳米管的技术有很多，包括电弧放电、激光烧蚀、高压一氧化碳歧化和化学气相沉积（CVD）。这些过程大多是在真空或工艺气体中进行的。碳纳米管的CVD生长可以在真空或大气压下进行，这些方法可以合成大量的碳纳米管。催化和连续生长方面的进步使碳纳米管的合成成本更加低。

## 方法

### 电弧放电
1991年，在100安培的电弧放电过程中，在石墨电极的碳烟尘中观察到了碳纳米管，尽管其目的是为了产生富勒烯。然而，1992年，日本電氣基础研究实验室的两位研究人员首次从宏观上生产出了碳纳米管。他们同样使用了高安培电弧放电。在这个过程中，由于放电温度较高，负极中含有的碳会升华。
这种方法的产率按重量计可达30%。它能生产出长度达50微米的单壁和多壁纳米管且结构缺陷少。与其他方法相比，电弧放电技术在较高的温度（1700℃以上）进行碳纳米管合成，通常能使其膨胀，结构缺陷少。

### 激光烧蚀
在激光烧蚀中，脉冲激光在高温反应器中汽化石墨靶，同时将惰性气体引入反应室。当汽化的碳冷凝时，纳米管在反应器的冷却表面上形成。系统中可包括水冷表面以收集纳米管。
这个过程是由萊斯大學的理查德·斯莫利博士和同事开发的，在发现碳纳米管的时候，他们正在用激光对金属进行爆破，以产生各种金属分子。当他们听说纳米管的存在时，他们用石墨代替金属，制造出多壁碳纳米管。 当年晚些时候，该团队使用石墨和金属催化剂颗粒的复合体来合成单壁碳纳米管，而钴和镍的混合物催化剂产率最高
激光烧蚀法的产率在70%左右，主要为单壁碳纳米管。碳纳米管的直径由反应温度决定。它比电弧放电或化学气相沉积都要贵。
在知道碳纳米管介质的空间调制折射率的情况下，由半导体碳纳米管的导带电子的玻尔兹曼无碰撞方程可以获得很少的循环光脉冲动力学的有效方程解。

### 热等离子体法

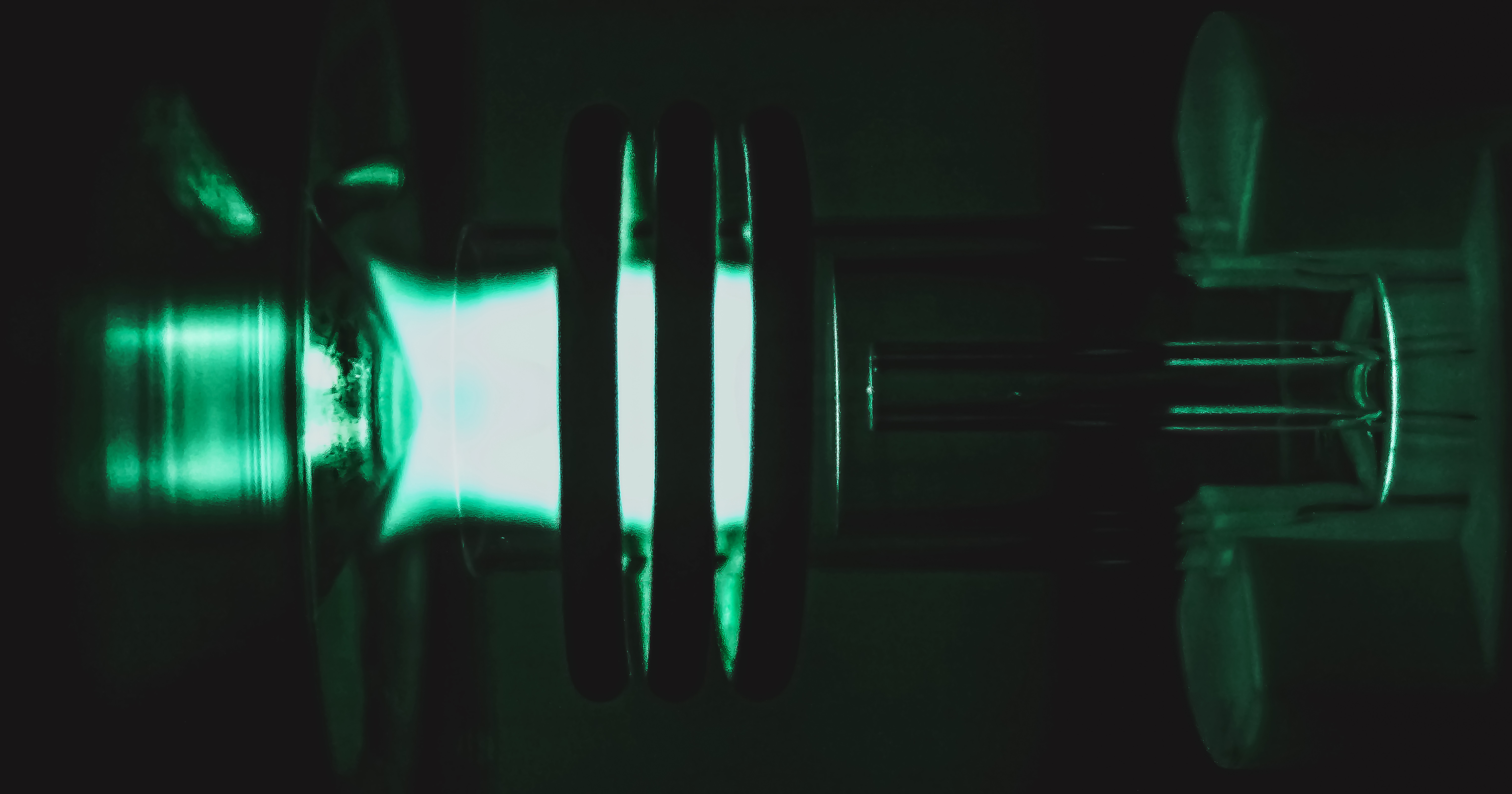
使用的等离子体炬的特写。通常，火焰呈浅紫色，但由于观察窗是为了减少高能辐射，所以呈绿色。

单壁碳纳米管也可以通过热等离子体法合成，该方法由Olivier Smiljanic于2000年在加拿大瓦伦尼斯的国家科学研究所首次发明。这种方法重现了电弧放电和激光烧蚀方法中普遍存在的条件，但使用含碳气体代替石墨蒸汽来提供必要的碳元素。这样做，单壁碳纳米管的生长效率更高，分解气体所消耗的能量可以比石墨蒸发少10倍。这个过程也可连续进行且成本较低。氩、乙烯和二茂铁的气态混合物加入微波等离子体炬中，在大气压等离子体的作用下雾化，形成强烈 "火焰"形态。“火焰”产生的烟雾中含有碳纳米管、金属和碳纳米粒子以及无定形碳。
另一种用等离子炬生产单壁碳纳米管的方法是使用感应热等离子体法，该方法由舍布鲁克大学和加拿大国家研究委员会于2005年发现。 该方法与电弧放电类似，因为两者都利用电离气体达到汽化含碳物质和随后纳米管生长所需的金属催化剂的高温。 热等离子体是由线圈中的高频振荡电流产生的，并在流动的惰性气体中维持。 通常，将炭黑和金属催化剂颗粒的原料加入等离子体中，然后冷却以合成不同直径的单壁碳纳米管。
感应热等离子体法每分钟可生产多达2克的纳米管材料，高于电弧放电法或激光烧蚀法。

### 化学气相沉积

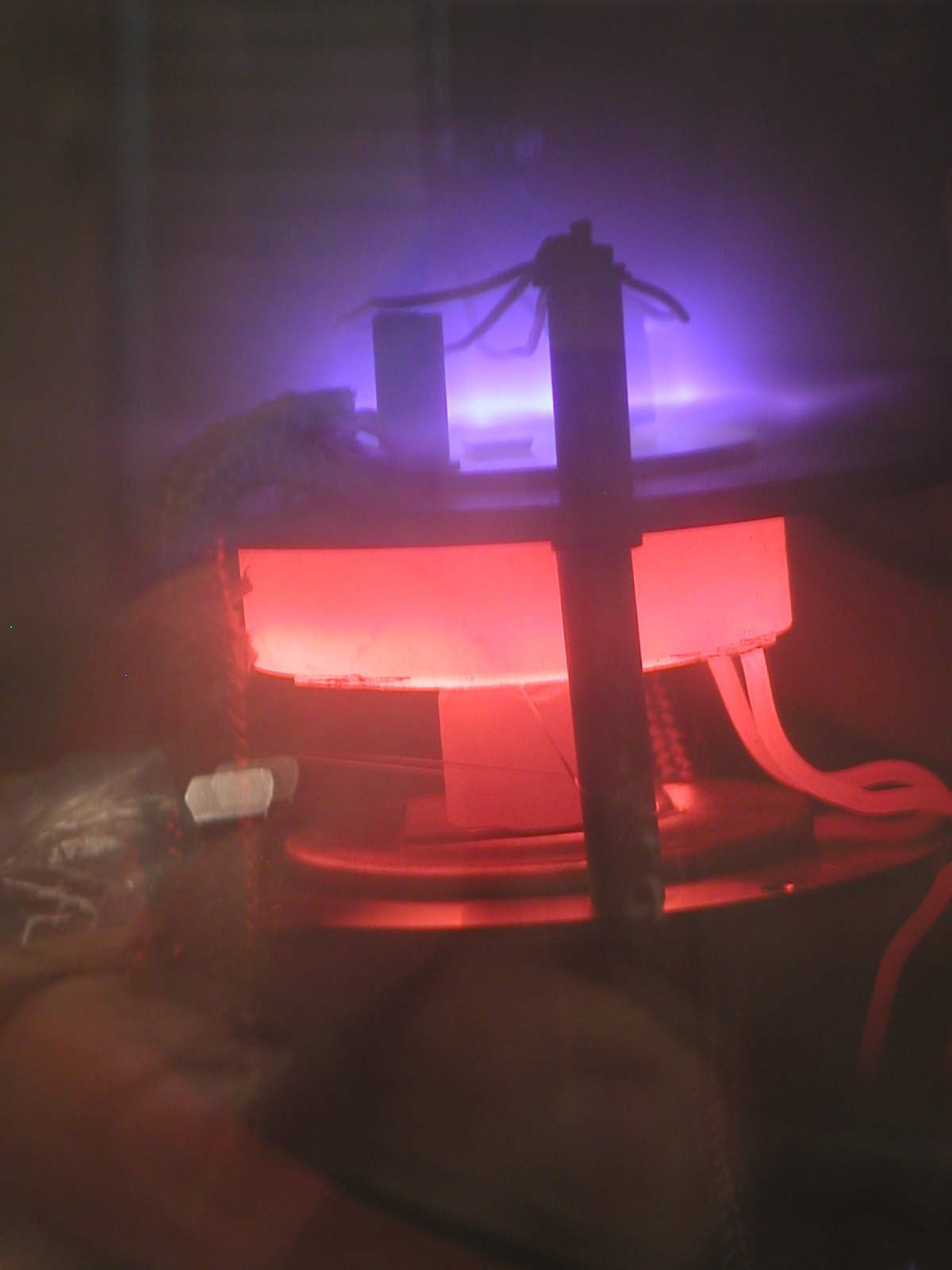
通过等离子体生长的碳纳米管可以增强沉积程度

碳的催化气相沉积技术在1952年和1959年就已经被发现并发表，但直到1993年才通过这种方法合成了碳纳米管。 2007年，辛辛纳提大學的研究人员开发了一种在FirstNano ET3000碳纳米管生长系统上生长长度为18mm的对齐碳纳米管阵列的工艺。
在CVD过程中，用金属催化剂颗粒层（最常见的是镍，钴，铁或它们的组合）制备衬底。[6]金属纳米颗粒也可以通过其他方式生产，包括还原氧化物或氧化物固溶体。在衬底表面生长的纳米管的直径与金属颗粒的尺寸有关。这可以通过金属的图案化（或掩膜）沉积，退火或金属层的等离子蚀刻来控制。在合成过程中基板需要加热到约700°C。工艺气体和含碳气体加入反应器后，碳纳米管在金属催化剂的位置上开始生长。含碳气体在催化剂颗粒的表面被分解，并且碳被运输到颗粒的边缘形成纳米管。该过程的机理仍在研究中。催化剂颗粒可以在生长过程中停留在正在生长的纳米管的顶端，也可以停留在基体上，具体取决于催化剂颗粒与基底之间的附着力。碳氢化合物在催化剂下的热解已成为研究的一个活跃领域，并且可能成为大量生产碳纳米管的途径。流化床反应器是碳纳米管制备中应用最广泛的反应器。扩大其反应堆规模是研究人员的主要挑战。
生产碳纳米管大部分使用化学气相沉积法。将金属纳米颗粒与催化剂载体如MgO或Al2O3混合以增加表面积，可使碳原料与金属颗粒的催化反应产率更高。这种合成路线的一个问题是通过酸处理去除催化剂载体，有时可能会破坏碳纳米管的原始结构。然而，可溶于水的替代催化剂载体已被证明对纳米管的生长是有效的。
如果在碳纳米管生长过程中施加强电场产生等离子体，则纳米管的生长方向将与电场方向相同。通过调整反应器的几何形状，可以合成垂直排列的碳纳米管（即垂直于基底）。 如果不使用等离子体，产物取向将无法确定。 在某些反应条件下，即使没有等离子体，间距紧密的碳纳米管也会保持垂直生长方向，从而形成类似地毯或森林的密集管阵。
在各种合成碳纳米管的方法中，CVD最有希望实现工业规模化沉积。它的价格/单位比较低，并且CVD能够直接在所需的基底上生长，而其他生长技术必须分离并提纯纳米管。 特殊沉积方式产生的催化剂的碳纳米管生长位点可控。2007年，名城大學的一个团队演示了一种樟腦中生长碳纳米管的高效CVD技术。萊斯大學的研究人员由理查德·斯莫利（Richard Smalley）领导，一直致力于寻找生产大量、纯净、特定类型的碳纳米管的方法。 他们的方法是从单根纳米管上切下许多小种子生长出长纤维，结果发现所有长纤维的直径与原始纳米管的直径相同，类型也可能相同。

#### 超增长气相沉积
超增长CVD（水辅助化学气相沉积）是由日本国立先进产业科学技术研究所的羽田贤治、饭岛澄男和他的同事开发的。在该方法中，向CVD反应器中加入水可显著提高催化剂的活性和寿命。反应器中产生了垂直于基材排列的致密的毫米高垂直排列的纳米管阵列。这些阵列的高度方程可表示为：
{\displaystyle H(t)={\beta }{\tau }_{o}({1-e^{-t/{\tau }_{o}}}).}
在该方程中，β代表碳纳米管的生长速率，{\displaystyle {\tau }_{o}}代表催化剂特征寿命。
其比表面积超过1000 m2/g（封顶）或2200 m2/g（无封顶），超过了HiPco样品400-1,000 m2/g的表现。超增长气相沉积合成效率是激光烧蚀法的100倍左右。2004年，用该方法制造高度为2.5mm的单壁碳纳米管“森林”所需时间为10分钟。该方法得到的产物容易从催化剂中分离，纯度>99.98%，无需进一步提纯；而在相同条件下生长的HiPco碳纳米管含有大约5-35%的金属杂质。超增长技术避免了分离与离心提纯所导致碳纳米管的损坏。该方法同样可以制造图案化的高组织单壁碳纳米管结构。
超增长碳纳米管的密度约为0.037 g/cm3。它远低于传统的碳纳米管粉末（〜1.34 g/cm3），可能是因为后者包含金属和无定形碳。
超生长法是化学气相沉积法的一种变体，可以生长含有单壁碳纳米管、双壁碳纳米管和多壁碳纳米管的材料，并通过调整生长条件来改变它们的比例。 它们的比例会因催化剂的厚度而改变。管的直径很宽，因其包含多壁碳纳米管。
垂直排列的纳米管森林将其浸入溶剂中并干燥后，会产生“拉链效应”。拉链效应是由溶剂的表面张力和碳纳米管之间的范德华力引起的。 它将纳米管排列成致密的材料，通过在此过程中施加较小的压力，可以将其制成各种形状，例如片状和条状。 致密化使维氏硬度提高约70倍，密度为0.55 g/cm3。 堆积后的碳纳米管长度超过1毫米，并且碳纯度为99.9％或更高； 它们还保留了纳米管森林所需的排列特性。
与多壁碳纳米管相比，单壁碳纳米管的低生长效率使其生产成本高；而超增长技术为单壁碳纳米管的商业化提供了一个机会。

### 液体电解法
2015年，乔治华盛顿大学的研究人员发现了通过熔融碳酸盐电解合成多壁碳纳米管的新途径。其机理与CVD类似。一些金属离子被还原成金属态，并附着在阴极上作为碳纳米管生长的成核点。 阴极上的反应是：
{\displaystyle {\ce {Li2CO3 -> Li2O + CNTs + O2}}}
如方程式所示，所形成的氧化锂可以吸收二氧化碳并形成碳酸锂。
{\displaystyle {\ce {Li2O + CO2 -> Li2CO3}}}
总反应为：
{\displaystyle {\ce {CO2 -> CNTs + O2}}}
换句话说，反应物仅是温室气体中的二氧化碳，而产物却是高价值的碳纳米管。Science，BBC新闻，MIT技术新闻，等着重指出了这一发现，并将其视为一种二氧化碳捕获和转化的技术。

### 火焰环境
富勒烯和碳纳米管不一定是高科技实验室的产品，它们也可在燃烧甲烷，乙烯，和苯产生的普通火焰中形成，在室内和室外空气的烟灰中也发现了它们。但是，这些天然存在的品种在尺寸和质量上可能是极不规则的，因为它们的生产环境高度不受控。 因此，尽管它们可以在某些应用中使用，但是它们可能缺乏研究和工业所必需的高度均匀性。研究人员的努力主要在于控制火焰的环境以生产理化性质更均匀的碳纳米管。基于理论模型，这种方法有希望进行大规模、低成本的纳米管合成，尽管它们必须与快速发展的大规模化学气相沉积竞争。

## 提纯

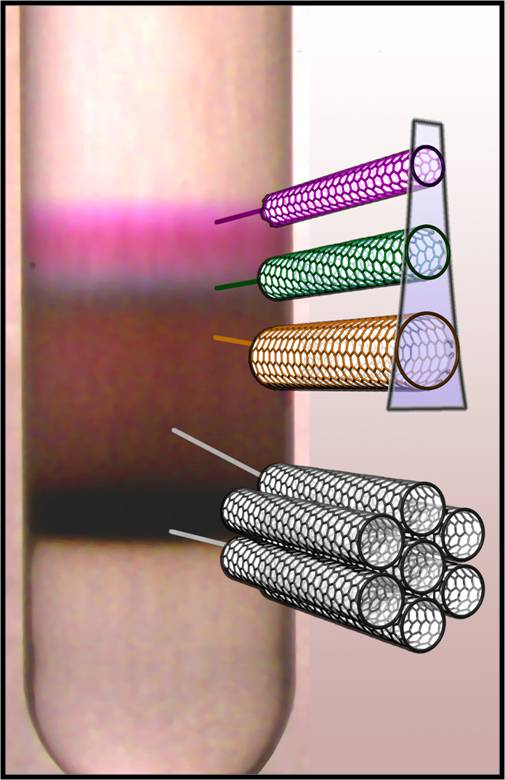
带有碳纳米管溶液的离心管，使用密度梯度超离心法，以直径为标准分离。

### 催化剂分离
纳米级金属催化剂是固定床和流化床化学气相沉积合成碳纳米管的重要成分。它们可以提高碳纳米管的生长效率，并控制其结构和手性。在合成过程中，催化剂可以将碳前体转化为管状碳结构，但也可以在外围形成一层碳涂层，与金属氧化物载体一起附着或结合到产品中。金属杂质的存在会产生许多应用上的问题，尤其是镍、钴或钇之类的催化剂金属可能会引起毒理学问题。未封装的催化剂金属很容易通过酸洗去除，而封装的催化剂则需要进行氧化处理才能打开碳外壳。如何在保留碳纳米管结构的同时有效去除催化剂，尤其是封装的催化剂是一项挑战。一种打破碳质催化剂包封的新方法是快速热退火。

### 表征
在合成、提纯完成后，表征是检测碳纳米管纯度与掺杂情况的最佳方法。透射电子显微镜，拉曼光谱，热重分析和近红外光谱是表征的常用仪器。

## 应用相关问题
碳纳米管的许多电子应用主要依赖于有选择性地生产半导体或金属型碳纳米管的技术，最好是具有特定手性的碳纳米管。 现在有几种分离半导体和金属型碳纳米管的方法，但大部分尚不适用于大规模技术过程。最有效的方法是基于密度梯度超离心法，通过微小密度差异将包覆表面活性剂的纳米管分离。这种密度差异通常会导致纳米管直径和（半）导电性的差异。另一种分离方法是使用嵌入琼脂糖凝胶中的单壁碳纳米管进行冷冻、解冻和压缩的序列过程。这个过程会得到一个含有70%金属型单壁碳纳米管的溶液，并留下一个含有95%半导体型单壁碳纳米管的凝胶。通过这种方法分离的稀释溶液会呈现出各种颜色。使用这种方法分离的碳纳米管已经应用于电极，例如双层电容器。此外，SWNT可以通过柱色谱法来分离。半导体型 SWNT 的产率为 95%，金属型 SWNT 的产率为 90%。
In addition to separation of semiconducting and metallic SWNTs, it is possible to sort SWNTs by length, diameter, and chirality. The highest resolution length sorting, with length variation of <10%, has thus far been achieved by size exclusion chromatography (SEC) of DNA-dispersed carbon nanotubes (DNA-SWNT). SWNT diameter separation has been achieved by density-gradient ultracentrifugation (DGU) using surfactant-dispersed SWNTs and by ion-exchange chromatography (IEC) for DNA-SWNT. Purification of individual chiralities has also been demonstrated with IEC of DNA-SWNT: specific short DNA oligomers can be used to isolate individual SWNT chiralities. Thus far, 12 chiralities have been isolated at purities ranging from 70% for (8,3) and (9,5) SWNTs to 90% for (6,5), (7,5) and (10,5)SWNTs. Alternatively, carbon nanotubes have been successfully sorted by chirality using the aqueous two phase extraction method. There have been successful efforts to integrate these purified nanotubes into devices, e. g. FETs.
An alternative to separation is development of a selective growth of semiconducting or metallic CNTs. Recently, a new CVD recipe that involves a combination of ethanol and methanol gases and quartz substrates resulting in horizontally aligned arrays of 95–98% semiconducting nanotubes was announced.
Nanotubes are usually grown on nanoparticles of magnetic metal (Fe, Co), which facilitates production of electronic (spintronic) devices. In particular, control of current through a field-effect transistor by magnetic field has been demonstrated in such a single-tube nanostructure.

## 备注
1. ↑  例如，氦气就是一种在工业中广泛使用的惰性气体。
2. ↑  CVD生长是将基底暴露在一种或多种不同的前趋物下，在基底表面发生化学反应或化学分解来产生沉积碳纳米管。
3. ↑  例如氨，氮或氢
4. ↑  例如乙炔，乙烯，乙醇或甲烷
5. ↑  如本章节附图所示，等离子体态可增强化学气相沉积程度
6. ↑  如果反应器中的碳元素产生了二氧化碳
7. ↑  流化床是将一定量的固体颗粒物质（通常存在于容器中）置于适当条件下以使固体/流体混合物表现流体性质时发生的物理现象。